# Telemiades amphion
Telemiades amphion är en fjärilsart som beskrevs av Jacob Hübner 1826. Telemiades amphion ingår i släktet Telemiades och familjen tjockhuvuden. Inga underarter finns listade i Catalogue of Life.